# Obiettivi Canon EF-S 18-55mm
L'obiettivo Canon EF-S 18-55mm f/3.5-5.6 è uno zoom standard per reflex Canon con attacco EF-S, specifico per fotocamere con sensore di dimensioni APS-C. L'angolo di campo inquadrato da questo obiettivo è equivalente a quello di un obiettivo 28,8–88 mm su pieno formato.
È l'obiettivo standard fornito in kit con le fotocamere EOS entry level e amatoriali a partire dalla EOS 300D
Sono state realizzate in totale 9 versioni di questo obiettivo:
- f/3.5-5.6 Mk I/II/III
- f/3.5-5.6 USM Mk I/II
- f/3.5-5.6 IS Mk I/II
- f/3.5-5.6 IS STM
- f/4.0-5.6 IS STM

Attualmente disponibili sul mercato sono le versioni:
- f/4.0-5.6 IS STM, disponibili nei kit della Canon EOS 800D e Canon EOS 200D
- f/3.5-5.6 IS II oppure Mk III nei kit della Canon EOS 1300D

## EF-S 18-55 USM I/II / EF-S 18-55 I/II

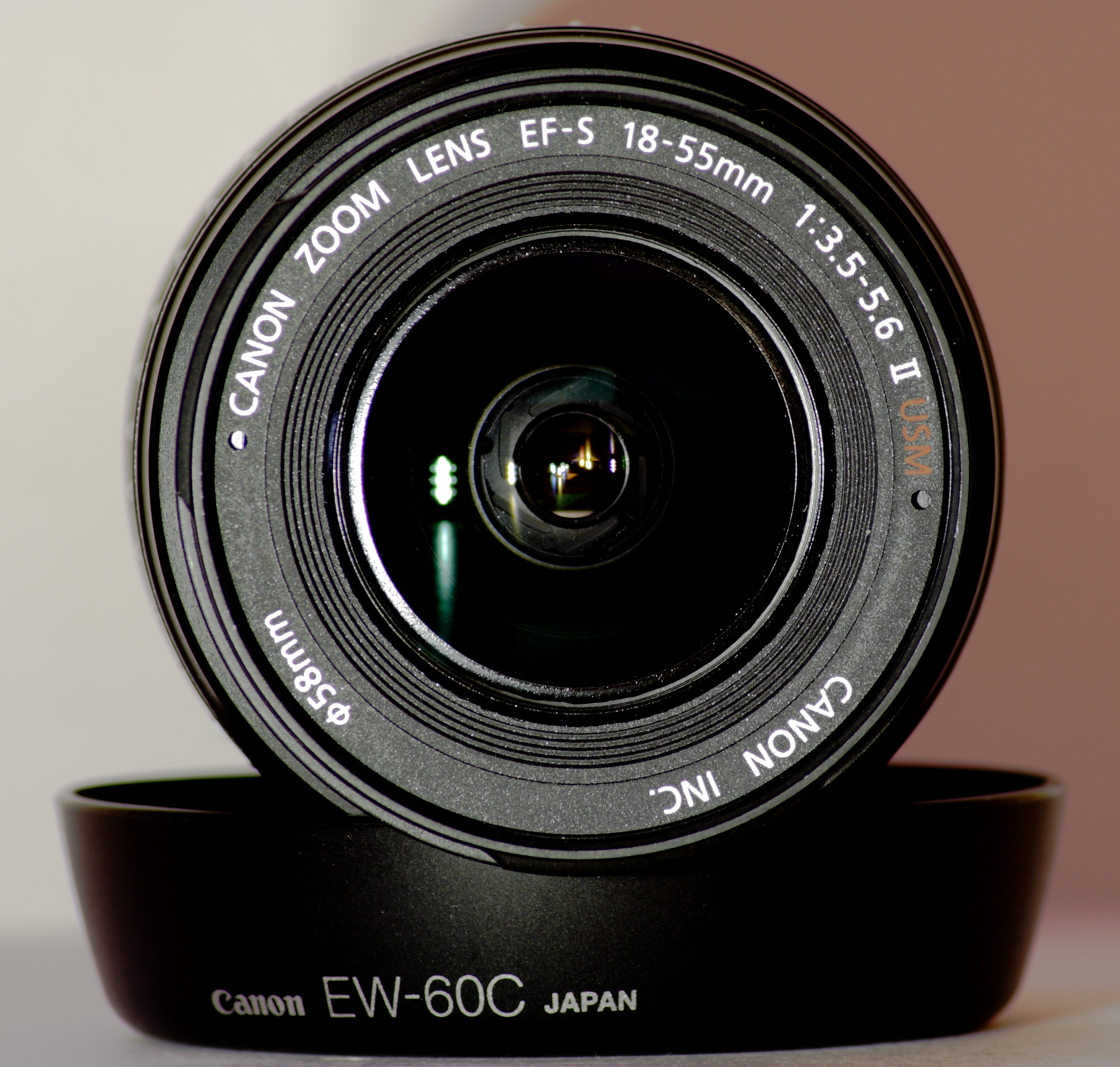
EF-S 18-55 3.5-5.6 II USM e il relativo paraluce

Questa serie di obiettivi sono gli zoom base inseriti nei kit delle fotocamere amatoriali ed entry level. La qualità di immagine e di costruzione riflette il rispettivo posizionamento.  Il corpo dell'obiettivo è costruito in plastica, attacco compreso. Diversamente dalla maggior parte delle ottiche Canon, questa serie di lenti è costruita a Taiwan al posto che in Giappone. La qualità ottica di questa serie è variabile, dipendendo molto dalla qualità di ogni singolo obiettivo costruito. Generalmente le immagini restituite da questi obiettivi sono molto morbide ed è necessario chiudere il diaframma per guadagnare un po' di nitidezza. Un po' di distorsione e di aberrazione cromatica è presente ai bordi alla massima apertura e alle focali corte.

## EF-S 18-55mm IS

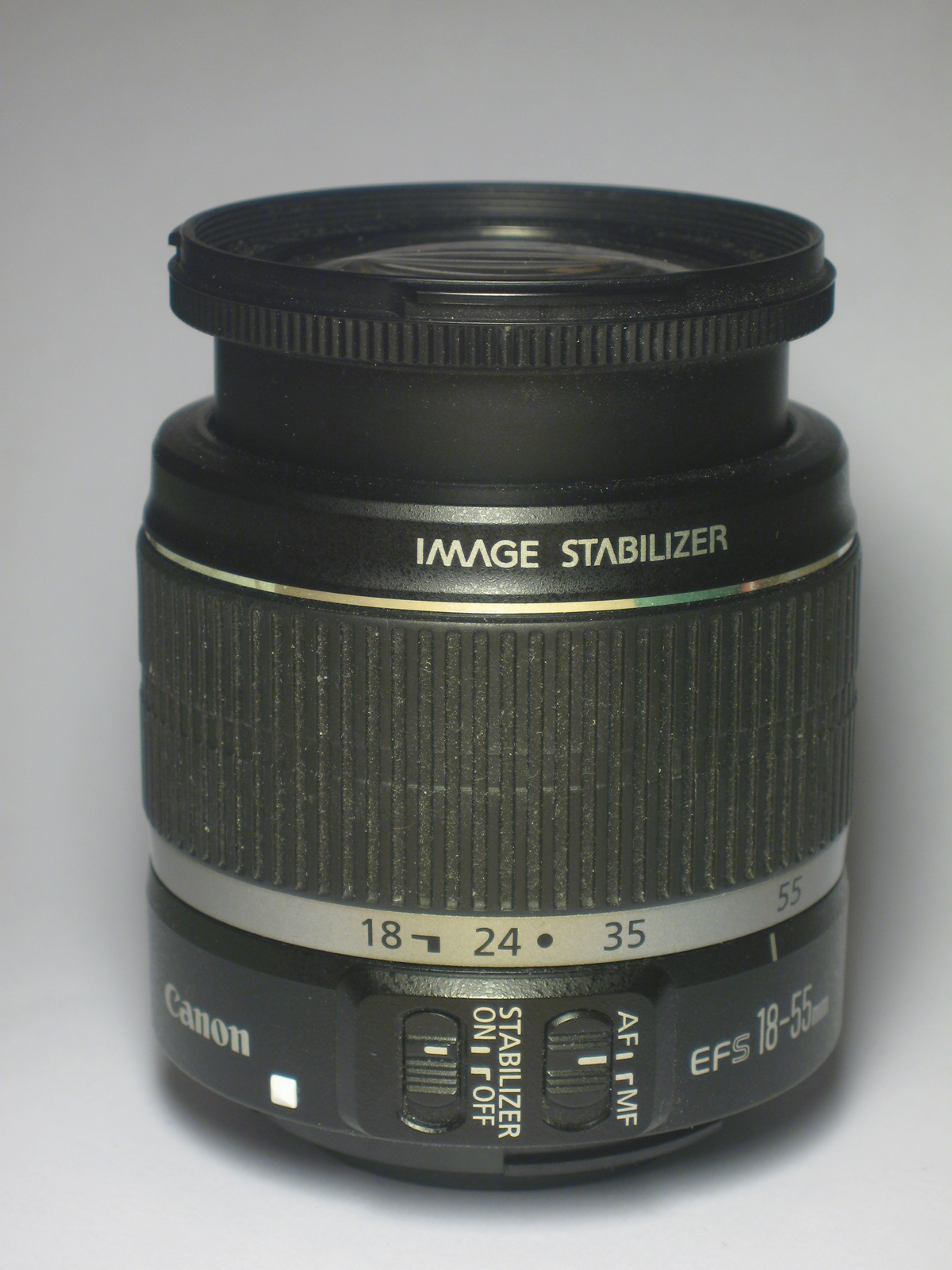
EF-S 18-55 IS

Questo è sempre un obiettivo economico, ma nonostante la costruzione sia economica, la qualità di immagine è superiore. La qualità ottica generale è migliore degli obiettivi precedenti (non IS) e la nitidezza molto migliorata. Nonostante ciò rimangono comunque una serie di aberrazioni presenti a tutta apertura anche se, in generale, la qualità è migliorata molto rispetto ai predecessori.

## EF-S 18-55 IS Mk II e EF-S 18-55 Mk III
Canon ha realizzato una nuova versione dell'obiettivo non stabilizzato EF-S 18-55 f/3.5-5.6 III DC e della versione stabilizzata cioè EF-S 18-55 f/3.5-5.6 IS II, la qualità ottica, soprattutto per la versione non stabilizzata è migliorata moltissimo e soprattutto la nitidezza è aumentata, anche per adattarsi alle più alte risoluzioni delle fotocamere entry level. La qualità ottica generale è sostanzialmente simile per le due versioni, stabilizzata e non. Non sono presenti versioni con motore ultrasonico..
Tuttora queste ottiche si possono trovare in kit con la fotocamere EOS 1100D, mentre per la fotocamera EOS 600D.

## EF-S 18-55 IS STM
Nuovo obiettivo 18-55 fornito di motore STM (Stepping Motor Technology) viene fornito in dotazione con il kit della nuova fotocamera reflex Canon EOS 700D.

## EF-S 18-55 f/4.0-5.6 IS-STM
Seconda serie dell'obiettivo 18-55 con motore STM. Il cambio di diaframma iniziale da 3.5 a 4.0 ha permesso di contenere le dimensioni, soprattutto la lunghezza da 75mm a 62mm.

## Obiettivi simili
Altri obiettivi zoom standard con attacco EF-S (per fotocamere APS-C) sono:
- Obiettivo Canon EF-S 17-85mm
- Obiettivo Canon EF-S 15-85mm
- Obiettivo Canon EF-S 17-55mm

L'obiettivo EF 28-90mm è l'equivalente con attacco EF per il formato 35mm e full frame.
In alcuni kit è venduto insieme all'obiettivo EF-S 55-250 che ne rappresenta la completa continuazione in ambito tele. Questa ottica permette di avere un obiettivo con focale equivalente di 88-400mm, permettendo così di avere con entrambi gli obiettivi un range di focali di 28-400mm.